# Arbeitskreis Feinschneiden
Der Arbeitskreis Feinschneiden (Kurzform: AKF) ist ein strategisches Forschungsnetzwerk für agierende Unternehmen im praktischen Anwendungsfeld der Technologie Feinschneiden. Mit seiner Gründung im Jahr 2016 ist der AKF der erste Industriearbeitskreis im europäischen Raum zur Erforschung technologischer, wirtschaftlicher sowie strategischer Fragestellungen im Fokus der Prozesskette Feinschneiden. Der Zusammenschluss von Experten auf dem Gebiet der Feinschneid- und Anlagentechnik, Werkzeugwerkstoff- und Blechwerkstofffertigung, Beschichtungstechnik sowie Schmierstoffherstellung und -applikation bildet eine interdisziplinäre Basis zur Gemeinschaftsforschung und ermöglicht damit eine ganzheitliche Betrachtung der Prozesskette Feinschneiden. Die Bündelung der Fachexpertise zur Untersuchung aktueller Herausforderungen sowie zukünftiger Trends der Technologie Feinschneiden ist im AKF unter dem Leitmotiv „Zukunft durch Forschung gemeinsam gestalten“ zusammengefasst.

## Geschichte und Organisation
Die Gründung des Arbeitskreises Feinschneiden erfolgte im Jahr 2016 unter Organisation vom Lehrstuhl Technologie der Fertigungsverfahren des Werkzeugmaschinenlabors WZL der RWTH Aachen sowie der WZL Aachen GmbH durch den Zusammenschluss von branchenübergreifenden Großunternehmen und KMUs zu einem Forschungsnetzwerk im Fokus der Feinschneidtechnologie. Die Eröffnungsveranstaltung fand am 23. September 2016 mit 32 teilnehmenden Unternehmen aus Deutschland, Österreich, Schweiz, den Niederlanden und Spanien in den Tagungsräumen des WZLs statt. Seitdem findet in Aachen jährlich eine zweitägige Hauptversammlung in Form einer Tagung statt, auf welcher die Ergebnisse durchgeführter Forschungsprojekte vorgestellt sowie das Forschungsprogramm der nachfolgenden Forschungsperiode definiert werden. Die Durchführung der Forschungsprojekte erfolgt durch wissenschaftliche Mitarbeitende der Abteilung Umformende Fertigungsverfahren des Lehrstuhls Technologie der Fertigungsverfahren in Zusammenarbeit mit Experten teilnehmender Unternehmen, so dass branchenübergreifendes Wissen der Prozesskette Feinschneiden in die Projektbearbeitung mit einfließt. 
Am 1. Januar 2024 wurde der bis dato dem WZL zugehörige Lehrstuhl Technologie der Fertigungsverfahren in ein eigenständiges Institut unter dem Namen „Manufacturing Technology Institute – MTI der RWTH Aachen“ überführt. In diesem Zusammenhang ist der der Fakultät für Maschinenwesen der RWTH Aachen zugeordnete Lehrstuhl Technologie der Fertigungsverfahren in den Lehrstuhl für Fertigungstechnologie umbenannt worden. Infolge der Ausgliederung aus dem WZL-Verbund erfolgt die Organisation des AKFs seit Beginn des Jahres 2024 damit formal durch das Manufacturing Technology Institute – MTI der RWTH Aachen sowie der refocus consulting GmbH.

## Forschungsausrichtung und -schwerpunkte
Kern der Forschungsaktivitäten im AKF bildet eine am MTI vorhandene servomechanische Feinschneidpresse Feintool XFT 2500 speed. Die institutseigene Feinschneidpresse ist mit einer aus Haspel und Präzisionsrichtmaschine bestehenden Pressenzuführanlage ausgestattet, wodurch Feinschneidversuche im Dauerhub vom Coil und damit einhergehend möglichst industrienahe Untersuchungsszenarien realisierbar sind. Als übergeordnetes Zielbild liegt den AKF-Forschungsaktivitäten eine frühzeitige Identifizierung und erfolgreiche Implementierung sich entwickelnder Trends sowie eine Optimierung und Effizienzsteigerung im Anwendungsfeld der Fertigungstechnologie Feinschneiden zugrunde. Der Einbezug von der Digitalisierung innerhalb der Prozesskette sowie ökologische Betrachtungen werden dabei als übergeordnete Leitthemen verstanden. Vor diesem Hintergrund werden im AKF Fragestellungen im Kontext folgender Forschungsschwerpunkte verfolgt: 

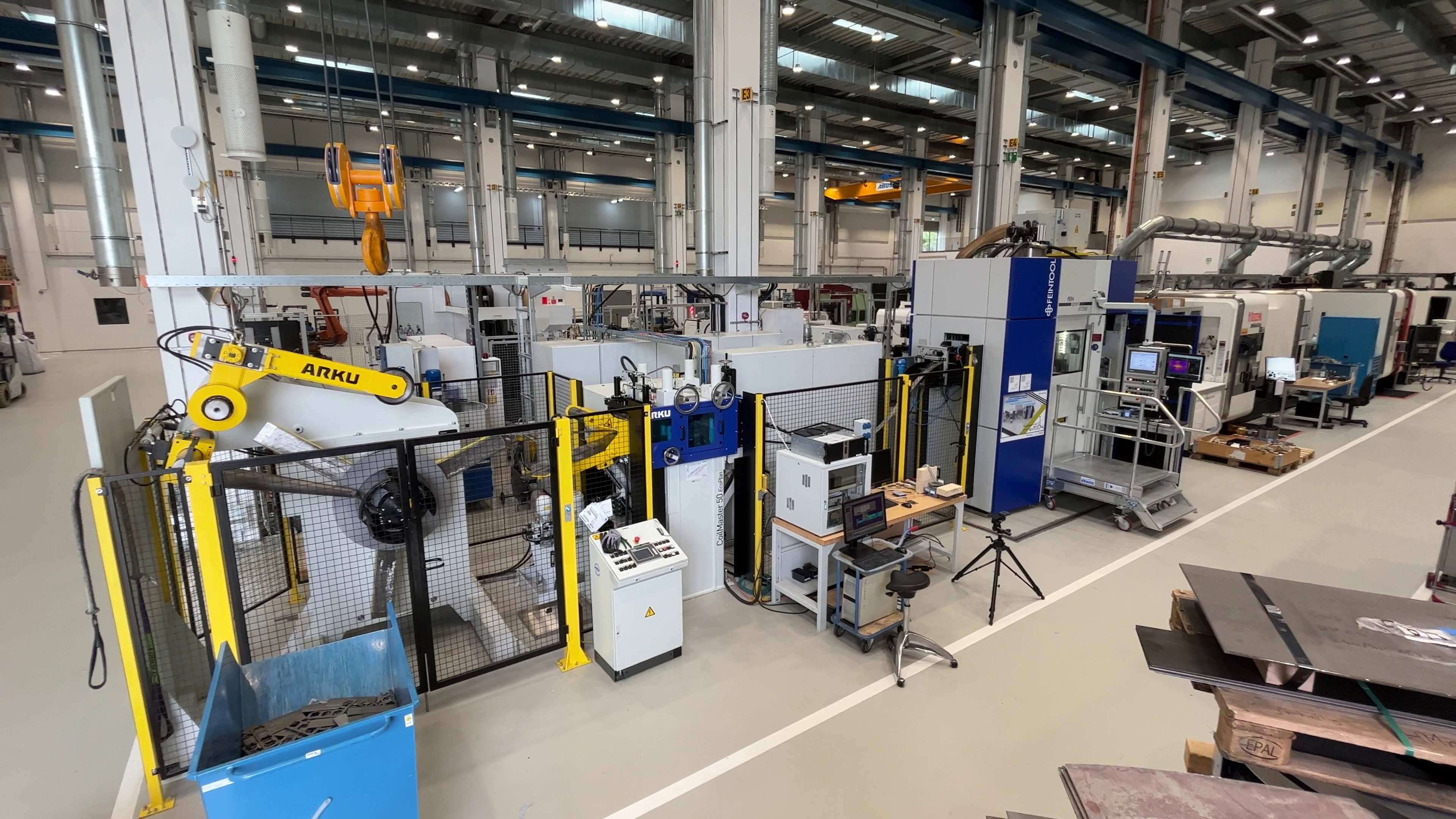
Mit Messsensorik instrumentierte Feinschneidanlage Feintool XFT 2500 speed des MTIs der RWTH Aachen

- Wirtschaftlichkeitssteigerung durch Reduktion von Verschleiß
- Hochleistungsbeschichtungen für das Feinschneiden
- Hochleistungsschmierstoffe im Kontext ökologischer Anforderungen
- Hochfeste Blechwerkstoffe prozesssicher Feinschneiden
- Erhöhung von Hubfrequenzen: Konsequenzen für den Werkzeugbau
- Digitalisierung von Produktionsprozessen – Prozessdatenerfassung und -nutzung
- Steigerung der Produktivität in Hochlohnländern
- Elektromobilität – Chancen und Risiken für das Feinschneiden
- Prozessrobustheit – Unsicherheiten beherrschen
- Feinschneidbarkeit – Ableiten von Standards zur Werkstoffcharakterisierung
- Einsatz von Hartmetall als Werkzeugwerkstoff für das Feinschneiden[10]
- Null-Fehler-Strategien – Geometrische Grenzen überwinden